# Blossia aegyptica
Blossia aegyptica är en spindeldjursart som först beskrevs av Roewer 1933.  Blossia aegyptica ingår i släktet Blossia och familjen Daesiidae. Inga underarter finns listade.